# Bước nhảy hoàn vũ (mùa 7)
Bước nhảy hoàn vũ 2016: VIP Dance là mùa thi thứ bảy của loạt chương trình truyền hình thực tế Bước nhảy hoàn vũ do Đài Truyền hình Việt Nam và công ty Cát Tiên Sa phối hợp sản xuất. Mùa thứ bảy được phát sóng trên kênh VTV3 từ ngày 30 tháng 1 đến ngày 16 tháng 4 năm 2016, với sự tham gia của 12 thí sinh là người nổi tiếng. 
Khác với các mùa giải trước sử dụng định dạng Dancing with the Stars, mùa này giới thiệu một phiên bản mới có tên VIP Dance, trong khi giữ nguyên tên gọi chương trình Bước nhảy hoàn vũ. Trong phiên bản này, các thí sinh sẽ được sự hướng dẫn, đào tạo trực tiếp của các giám khảo - cũng là những huấn luyện viên của họ.

## Thí sinh
| Thí sinh      | Nghề nghiệp     | Bạn nhảy                     | Đội        | Kết quả chung cuộc |
| ------------- | --------------- | ---------------------------- | ---------- | ------------------ |
| S.T Sơn Thạch | Ca sĩ           | Vyara Klisurska              | Khánh Thi  | Cúp Vàng           |
| Khánh My      | Người mẫu       | Georgi Ganev                 | Hồng Việt  | Cúp Bạc            |
| Jennifer Phạm | MC              | Teodor Georgiev/Daniel Denev | Hồng Việt  | Cúp Đồng           |
| Hồng Quế      | Người mẫu       | Kristian Yordanov            | Trần Ly Ly | RÚT LUI (Tuần 7)   |
| MLee          | Diễn viên/Ca sĩ | Kiril Dimov                  | Khánh Thi  | LOẠI (Tuần 6)      |
| Khả Ngân      | Người mẫu       | Zhivako Ivanov               | Chí Anh    | LOẠI (Tuần 5)      |
| Lâm Khánh Chi | Ca sĩ           | Svetoslav Vasilev            | Hồng Việt  | RÚT LUI (Tuần 4)   |
| Diệu Nhi      | Diễn viên       | Nikolay Konstantinov         | Chí Anh    | LOẠI (Tuần 4)      |
| Minh Trung    | Người mẫu       | Daniela Nicheva              | Trần Ly Ly | LOẠI (Tuần 3)      |
| Vũ Ngọc Anh   | Diễn viên       | Georgi Dimov                 | Khánh Thi  | LOẠI (Tuần 3)      |
| Trang Pháp    | Ca sĩ           | Vasil Yovchev                | Chí Anh    | RÚT LUI (Tuần 2)   |
| Thuận Nguyễn  | Diễn viên       | Viktoriya Gencheva           | Trần Ly Ly | LOẠI (Tuần 1)      |

## Vòng tuyển chọn
Trong vòng tuyển chọn, bốn giám khảo sẽ tiến hành lựa chọn các thí sinh để tìm ra một đội hình gồm ba cặp đôi. Giám khảo có quyền nhấn nút chọn cho phần thi của thí sinh mà mình ưng ý. Nếu chỉ một giám khảo nhấn nút, thí sinh sẽ về đội của giám khảo đó. Nếu có nhiều giám khảo nhấn nút, quyền quyết định sẽ thuộc về thí sinh. Vòng tuyển chọn sẽ kết thúc ngay khi tất cả các đội dừng tuyển vì đủ chỗ.
| Cặp đôi                           | Âm nhạc                             | Thể loại                        | Lựa chọn của HLV & Thí sinh | Lựa chọn của HLV & Thí sinh | Lựa chọn của HLV & Thí sinh | Lựa chọn của HLV & Thí sinh |
| Cặp đôi                           | Âm nhạc                             | Thể loại                        | Chí Anh                     | Khánh Thi                   | Trần Ly Ly                  | Hồng Việt                   |
| --------------------------------- | ----------------------------------- | ------------------------------- | --------------------------- | --------------------------- | --------------------------- | --------------------------- |
| S.T Sơn Thạch & Vyara Klisurska   | Title - Dum dee dum                 | Hip-hop/Jive                    |                             |                             |                             | —                           |
| Trang Pháp & Vasil Yovchev        | Buttons - Selfie                    | Jazz Funk/Chacha/Jive           |                             |                             | —                           |                             |
| Jennifer Phạm & Teodor Georgiev   | Hey mama                            | Free Style/Samba                | —                           |                             |                             |                             |
| Thuận Nguyễn & Viktoriya Gencheva | Chênh vênh                          | Đương đại/Valse/Rumba           |                             |                             |                             |                             |
| MLee & Kiril Dimov                | Mlee là tôi - How deep is your love | Hip-hop/Chacha/Đương đại        |                             |                             | —                           |                             |
| Khánh My & Georgi Ganev           | Hello                               | Đương đại/Slow Fox/Rumba        |                             |                             |                             |                             |
| Diệu Nhi & Nikolay Konstantinov   | Unchained Melody - Shake it off     | Jive/Waltz/Hiện đại             |                             |                             |                             |                             |
| Minh Trung & Daniela Nicheva      | Vợ người ta                         | Paso Doble/Chacha/Tango/Hip-hop | —                           | —                           |                             | —                           |
| Hồng Quế & Kristian Yordanov      | Young and beautiful                 | Paso doble/Chacha/Đương đại     |                             | —                           |                             |                             |
| Khả Ngân & Zhivako Ivanov         | Pump it up - Frbreze                | Hip-hop/Paso Doble/Chacha       |                             |                             |                             | —                           |
| Lâm Khánh Chi & Svetoslav Vasilev | Chim chim cher                      | Viennese Waltz                  |                             | —                           | —                           |                             |
| Vũ Ngọc Anh & Georgi Dimov        | Tết xa nhầ                          | Rumba/Waltz                     |                             |                             |                             |                             |

## Vòng trình diễn

### Liveshow 1 (13 tháng 2 năm 2016) - Đêm Latin
- Giám khảo: Hồng Việt, Minh Hằng, Trần Ly Ly, John Huy Trần
- Tham khảo:

Liveshow 1 bao gồm các phần thi của hai đội Trần Ly Ly và Hồng Việt.
| # | SBD | Cặp đôi                   | Phong cách                | Âm nhạc                                            | GK   | QĐ | BC | Tổng | Kết quả   |
| - | --- | ------------------------- | ------------------------- | -------------------------------------------------- | ---- | -- | -- | ---- | --------- |
| 1 | 02  | Khánh My & Georgi         | Rumba & Paso Doble        | Unstoppable - Cursed by beauty                     | 36.5 | 4  | 4  | 8    | AN TOÀN   |
| 2 | 03  | Lâm Khánh Chi & Svetoslav | Rumba & Chacha            | Let it go - Wake me up                             | 35   | 1  | 6  | 7    | NGUY HIỂM |
| 3 | 01  | Jennifer Phạm & Teodor    | Rumba & Paso Doble        | Gặp mẹ trong mơ - Đặng Thùy Trâm ơi!               | 37.5 | 6  | 2  | 8    | AN TOÀN   |
| 4 | 08  | Thuận Nguyễn & Viktoriya  | Rumba & Paso Doble & Jive | He's a pirate - Unchained melody                   | 37.5 | 6  | 1  | 7    | LOẠI      |
| 5 | 07  | Hồng Quế & Kristian       | Rumba & Đương Đại         | Holding hands                                      | 36.5 | 4  | 5  | 9    | AN TOÀN   |
| 6 | 09  | Minh Trung & Daniela      | Paso Doble & Rumba        | Can you feel the love tonight - The burning bridge | 36.5 | 4  | 3  | 7    | NGUY HIỂM |

Có 3 cặp đôi có tổng điểm bằng nhau và thấp nhất là Thuận Nguyễn, Minh Trung và Lâm Khánh Chi, nhưng Thuận Nguyễn bị loại do điểm khán giả thấp hơn hai cặp còn lại.

### Liveshow 2 (27 tháng 2 năm 2016) - Đêm Latin
- Giám khảo: Chí Anh, Minh Hằng, Khánh Thi, John Huy Trần
- Tham khảo:

Liveshow 2 bao gồm các phần thi của hai đội Khánh Thi và Chí Anh.
| # | SBD | Cặp đôi                    | Phong cách                     | Âm nhạc                                                   | GK   | QĐ | BC | Tổng | Kết quả   |
| - | --- | -------------------------- | ------------------------------ | --------------------------------------------------------- | ---- | -- | -- | ---- | --------- |
| 1 | 12  | Vũ Ngọc Anh & Georgi Dimov | Paso Doble & Rumba             | Giấc mơ đã qua - Reunion - Archangel                      | 35.5 | 1  | 4  | 5    | AN TOÀN   |
| 2 | 04  | Diệu Nhi & Nikolay         | Paso Doble & Rumba             | Love me harder - Shake the rhythm                         | 36   | 2  | 1  | 3    | NGUY HIỂM |
| 3 | 11  | S.T Sơn Thạch & Vyara      | Paso Doble & Rumba             | Khoảng cách chia đôi                                      | 38   | 5  | 5  | 10   | AN TOÀN   |
| 4 | 05  | Khả Ngân & Zhivko          | Paso Doble & Đương đại         | Papa - Conexion Alba - Counter Attack - Reign of the dark | 37.5 | 4  | 3  | 7    | AN TOÀN   |
| 5 | 10  | MLee & Kiril               | Rumba & Paso Doble & Bollywood | Aaja Nache - Hai Rama - Norwegian Pirat                   | 36.5 | 3  | 2  | 5    | AN TOÀN   |

Trang Pháp rút lui khỏi chương trình vì lý do sức khỏe. Để đảm bảo thể thức của chương trình, đêm thì này không có ai bị loại.

### Liveshow 3 (5 tháng 3 năm 2016) - Đêm Standard
- Giám khảo: Chí Anh, Trần Ly Ly, Khánh Thi, Hồng Việt
- Tham khảo:

Liveshow 3 bao gồm các phần thi của cả 4 đội Khánh Thi, Trần Ly Ly, Hồng Việt và Chí Anh. Kết quả đêm thi này sẽ so điểm giữa hai đội có cùng số thí sinh (3 hoặc 2 thí sinh), hai thí sinh bị loại của hai đội nguy hiểm sẽ do huấn luyên viên chọn.
| #  | SBD | Cặp đôi                    | Phong cách                 | Âm nhạc                                   | GK   | QĐ | BC | Tổng | Kết quả   |
| -- | --- | -------------------------- | -------------------------- | ----------------------------------------- | ---- | -- | -- | ---- | --------- |
| 1  | 09  | Minh Trung & Daniela       | Quickstep & Waltz          | Tân quý phi say rượu - I'll be a good man | 35   | 1  | 1  | 2    | LOẠI      |
| 2  | 11  | S.T Sơn Thạch & Vyara      | Slow Foxtrot               | Tằm vương tơ                              | 36.5 | 3  | 8  | 11   | NGUY HIỂM |
| 3  | 04  | Diệu Nhi & Nikolay         | Viennese Waltz & Quickstep | Once upon a december - Goobye Victoria    | 37.5 | 7  | 4  | 11   | AN TOÀN   |
| 4  | 03  | Lâm Khánh Chi & Svetoslav  | Slow Waltz                 | Lotus - Nếu em được lựa chọn              | 35.5 | 2  | 7  | 9    | AN TOÀN   |
| 5  | 07  | Hồng Quế & Kristian        | Waltz & Tango              | Spiegel Im Spiegel - Assassin's Tango     | 38   | 8  | 5  | 13   | NGUY HIỂM |
| 6  | 01  | Jennifer Phạm & Teodor     | Slow Foxtrot & Tango       | Nhạc phim Burlesque                       | 37.5 | 7  | 9  | 16   | AN TOÀN   |
| 7  | 12  | Vũ Ngọc Anh & Georgi Dimov | Slow Foxtrot & Waltz       | Đêm hoa đăng - Ai ra xứ Huế               | 37   | 6  | 3  | 9    | LOẠI      |
| 8  | 05  | Khả Ngân & Zhivko          | Tango                      | Vuel vo al sur - John drops in            | 39   | 10 | 6  | 16   | AN TOÀN   |
| 9  | 02  | Khánh My & Georgi          | Viennese Waltz & Quickstep | Còn tuổi nào cho em - Ô mê ly             | 39   | 10 | 10 | 20   | NGUY HIỂM |
| 10 | 10  | MLee & Kiril               | Waltz & múa dân gian       | Bèo dạt mây trôi                          | 37   | 6  | 2  | 8    | AN TOÀN   |

- Tổng điểm của đội Chí Anh (11 + 16 = 27) lớn hơn đội Trần Ly Ly (2 + 13 = 15), nên đội Chí Anh an toàn và Trần Ly Ly quyết định loại Minh Trung.
- Tổng điểm của đội Hồng Việt (9 + 20 + 16 = 45) lớn hơn đội Khánh Thi (11 + 8 + 9 = 28), nên đội Hồng Việt an toàn và Khánh Thi quyết định loại Vũ Ngọc Anh.

### Liveshow 4 (19 tháng 3 năm 2016) - Đêm điện ảnh
| # | SBD | Cặp đôi                   | Phong cách                | Phim                             | Âm nhạc                                                      | GK   | QĐ | BC | Tổng | Kết quả   |
| - | --- | ------------------------- | ------------------------- | -------------------------------- | ------------------------------------------------------------ | ---- | -- | -- | ---- | --------- |
| 1 | 04  | Diệu Nhi & Nikolay        | Slow Foxtrot & Rumba      | La Vie en rose                   | La vie en rose - Now, je ne regrette                         | 36.5 | 1  | 2  | 3    | LOẠI      |
| 2 | 11  | S.T Sơn Thạch & Vyara     | Rumba & Tango             | 50 sắc thái                      | Straight to number one - Li da di                            | 39   | 6  | 4  | 10   | NGUY HIỂM |
| 3 | 07  | Hồng Quế & Kristian       | Tango Argentina           | Mr. & Mrs Smith                  | Cite tango - Assassin's Tango - Tanguera                     | 37.5 | 3  | 3  | 6    | AN TOÀN   |
| 4 | 01  | Jennifer Phạm & Daniel    | Bollywood & Chacha        | Cô dâu 8 tuổi                    | Afghan jalebi - Tutti bole wedding di mera mahi bada sorina  | 37.5 | 3  | 6  | 9    | AN TOÀN   |
| 5 | 10  | MLee & Kiril              | Rumba & Tango             | Cối xay gió đỏ                   | El tango de roxanne - Your song                              | 38   | 4  | 1  | 5    | NGUY HIỂM |
| 6 | 02  | Khánh My & Georgi         | Slow foxtrot & Paso Doble | Tiếng chim hót trong bụi mận gai | Haxenai - Battle for all time                                | 39   | 6  | 5  | 11   | AN TOÀN   |
| 7 | 05  | Khả Ngân & Zhivko         | Rumba & Paso Doble        | Avatar                           | Welcome to Scotland - Phoenix Rising - Writing's on the wall | 39.5 | 7  | 7  | 14   | LOẠI      |
| 8 | 03  | Lâm Khánh Chi & Svetoslav | -                         | Người đẹp Tây Đô                 | -                                                            |      |    |    |      | RÚT LUI   |

Vì lý do sức khỏe và chấn thương, Lâm Khánh Chi xin rút lui khỏi chương trình

### Liveshow 5 (26 tháng 3 năm 2016) - Đêm kết hợp vũ công nhí
| # | SBD | Cặp đôi                | Vũ công hỗ trợ            | Phim                                 | Âm nhạc                                                                        | GK | QĐ | BC | Tổng | Kết quả   |
| - | --- | ---------------------- | ------------------------- | ------------------------------------ | ------------------------------------------------------------------------------ | -- | -- | -- | ---- | --------- |
| 1 | 05  | Khả Ngân & Zhivko      | Vũ đoàn ABC Kids          | Paso Doble & Samba & Kungfu          | Hero - Po belongs - The battle of legends -The spirit realm - Kung fu fighting | 36 | 2  | 3  | 5    | LOẠI      |
| 2 | 10  | Mlee & Georgi          | Linh Hoa                  | Waltz & Tango                        | Rootkits - Chị đi tìm em                                                       | 39 | 6  | 1  | 7    | AN TOÀN   |
| 3 | 07  | Hồng Quế & Kristian    | Vy Khanh                  | Rumba                                | Yêu thương giờ là quá khứ                                                      | 37 | 3  | 4  | 7    | AN TOÀN   |
| 4 | 01  | Jennifer Phạm & Daniel | Yến Nhi                   | Slow Waltz - Đương đại               | Dreams are more precious - Als de nacht verdwijnt                              | 38 | 4  | 2  | 6    | NGUY HIỂM |
| 5 | 11  | S.T Sơn Thạch & Vyara  | Tô Trung Tín & Tô Anh Thư | Samba                                | Favo de mel - Beautiful Creatures - Batucada Familia                           | 39 | 6  | 6  | 12   | AN TOÀN   |
| 6 | 02  | Khánh My & Kiril       | Bảo Ngọc                  | Rumba & Paso Doble & Tango Argentina | Give us childhood, give us peace                                               | 36 | 2  | 5  | 7    | AN TOÀN   |

### Bán kết 1 (2 tháng 4 năm 2016) - Đêm dân gian
| # | SBD | Cặp đôi                | Dân tộc       | Phong cách                                 | Âm nhạc                                | GK   | QĐ | BC | Tổng | Kết quả   |
| - | --- | ---------------------- | ------------- | ------------------------------------------ | -------------------------------------- | ---- | -- | -- | ---- | --------- |
| 1 | 11  | S.T Sơn Thạch & Vyara  | Liên bang Nga | Quickstep & Jive                           | Heartbeat (Mike Spawn Remix) - Kalinka | 40   | 5  | 4  | 9    | LOẠI      |
| 2 | 10  | MLee & Georgi          | Dân tộc Padi  | Quickstep & Foxtrot                        | Tiếng đàn Padi                         | 39   | 4  | 1  | 5    | NGUY HIỂM |
| 3 | 01  | Jennifer Phạm & Daniel | Mỹ Latinh     | Zouk & Merengue                            | Bring him home - La duena del swing    | 39   | 4  | 2  | 6    | AN TOÀN   |
| 4 | 02  | Khánh My - George      | Việt Nam      | Múa dân gian Việt Nam & Tango & Jive       | Hương sắc Việt Nam - Nghêu sò ốc hến   | 38   | 1  | 5  | 6    | AN TOÀN   |
| 5 | 07  | Hồng Quế & Kristian    | Chăm Pa       | Múa Chàm & Tango & Cha Cha Cha & Pasodobie | Mưa bay tháp cổ                        | 38,5 | 2  | 3  | 5    | NGUY HIỂM |

### Bán kết 2 (9 tháng 4 năm 2016) - Đêm kết hợp cùng vũ công quốc tế
Top 4 của Bước nhảy hoàn vũ 2016 sẽ tranh tài cùng các vũ công quốc tế trong khuôn khổ đêm Gala Vietnam Cup Showdance Championship. Hồng Quế rút lui khỏi cuộc thi trước khi đêm bán kết 2 diễn ra vì lý do sức khỏe.
| 1 | 02 | Khánh My Lukas Bartunek |

### Chung kết (16 tháng 4 năm 2016) - Freestyle
Kết quả của đêm chung kết phụ thuộc hoàn toàn vào bình chọn của khán giả qua tin nhắn SMS và tạp chí điện tử Saostar.
| # | SBD | Cặp đôi                | Thể loại                                               | Âm nhạc                                                            | SMS    | Saostar | Tổng   | Xếp hạng |
| - | --- | ---------------------- | ------------------------------------------------------ | ------------------------------------------------------------------ | ------ | ------- | ------ | -------- |
| 2 | 11  | S.T Sơn Thạch & Vyara  | Comtemporary & Rumba & Viennese Waltz                  | Gaia - Oasis - Cát Bụi                                             | 50.85% | 35.0%   | 85.85% | Qua      |
| 5 | 11  | S.T Sơn Thạch & Vyara  | Rumba & Paso Doble                                     | Remember - Obelisk fight - Armada                                  | 50.85% | 35.0%   | 85.85% | Qua      |
| 3 | 02  | Khánh My & George      | Tango & Múa dân gian (quạt, nến, mâm) & Viennese Waltz | Hội xuân đại đàng tứ phủ                                           | 42.6%  | 35.0%   | 77.6%  | 2        |
| 6 | 02  | Khánh My & George      | Ballet & Waltz & Quickstep                             | Tác phẩm Hồ Thiên Nga                                              | 42.6%  | 35.0%   | 77.6%  | 2        |
| 1 | 01  | Jennifer Phạm & Daniel | International Tango & Tango Argentina                  | Ne eu quitte pas - Celine Dion -Liber tougo bone and devil's Tango | 6.55%  | 30.0%   | 36.55% | 3        |
| 4 | 01  | Jennifer Phạm & Daniel | Nhảy hiện đại & Cha Cha Cha                            | They don't care about us - Dangerous - Beat it - Smooth Criminals  | 6.55%  | 30.0%   | 36.55% | 3        |

#### Các giải thưởng phụ:
- Các cặp đôi phối hợp tốt nhất: Trang Pháp & Vasil, Lâm Khánh Chi & Svetoslav, Diệu Nhi & Nikolay, Thuận Nguyễn & Vicky, Minh Trung & Daniela, Vũ Ngọc Anh & Georgi
- Cặp đôi Ấn tượng nhất: Hồng Quế và Kristian
- Cặp đôi Cá tính nhất: MLee & Kiril
- Cặp đôi trình diễn vũ điệu Latin đẹp nhất: Khả Ngân & Zhivko
- Cặp đôi trình diễn vũ điệu Standard đẹp nhất: Khánh My & George